# Comuni d'Italia (T)
Questa pagina contiene l'elenco dei comuni italiani il cui nome inizia con la lettera T.
Per ogni comune vengono indicate la provincia e la regione di appartenenza.
| Comune                        | Provincia             | Regione               |
| ----------------------------- | --------------------- | --------------------- |
| Taceno                        | Lecco                 | Lombardia             |
| Tadasuni                      | Oristano              | Sardegna              |
| Taggia                        | Imperia               | Liguria               |
| Tagliacozzo                   | L'Aquila              | Abruzzo               |
| Taglio di Po                  | Rovigo                | Veneto                |
| Tagliolo Monferrato           | Alessandria           | Piemonte              |
| Taibon Agordino               | Belluno               | Veneto                |
| Taino                         | Varese                | Lombardia             |
| Taipana                       | Udine                 | Friuli-Venezia Giulia |
| Talamello                     | Rimini                | Emilia-Romagna        |
| Talamona                      | Sondrio               | Lombardia             |
| Talana                        | Nuoro                 | Sardegna              |
| Taleggio                      | Bergamo               | Lombardia             |
| Talla                         | Arezzo                | Toscana               |
| Talmassons                    | Udine                 | Friuli-Venezia Giulia |
| Tambre                        | Belluno               | Veneto                |
| Taormina                      | Messina               | Sicilia               |
| Tarano                        | Rieti                 | Lazio                 |
| Taranta Peligna               | Chieti                | Abruzzo               |
| Tarantasca                    | Cuneo                 | Piemonte              |
| Taranto                       | Taranto               | Puglia                |
| Tarcento                      | Udine                 | Friuli-Venezia Giulia |
| Tarquinia                     | Viterbo               | Lazio                 |
| Tarsia                        | Cosenza               | Calabria              |
| Tartano                       | Sondrio               | Lombardia             |
| Tarvisio                      | Udine                 | Friuli-Venezia Giulia |
| Tarzo                         | Treviso               | Veneto                |
| Tassarolo                     | Alessandria           | Piemonte              |
| Taurano                       | Avellino              | Campania              |
| Taurasi                       | Avellino              | Campania              |
| Taurianova                    | Reggio Calabria       | Calabria              |
| Taurisano                     | Lecce                 | Puglia                |
| Tavagnacco                    | Udine                 | Friuli-Venezia Giulia |
| Tavagnasco                    | Torino                | Piemonte              |
| Tavazzano con Villavesco      | Lodi                  | Lombardia             |
| Tavenna                       | Campobasso            | Molise                |
| Taverna                       | Catanzaro             | Calabria              |
| Tavernerio                    | Como                  | Lombardia             |
| Tavernola Bergamasca          | Bergamo               | Lombardia             |
| Tavernole sul Mella           | Brescia               | Lombardia             |
| Taviano                       | Lecce                 | Puglia                |
| Tavigliano                    | Biella                | Piemonte              |
| Tavoleto                      | Pesaro e Urbino       | Marche                |
| Tavullia                      | Pesaro e Urbino       | Marche                |
| Teana                         | Potenza               | Basilicata            |
| Teano                         | Caserta               | Campania              |
| Teggiano                      | Salerno               | Campania              |
| Teglio                        | Sondrio               | Lombardia             |
| Teglio Veneto                 | Venezia               | Veneto                |
| Telese Terme                  | Benevento             | Campania              |
| Telgate                       | Bergamo               | Lombardia             |
| Telti                         | Sassari               | Sardegna              |
| Telve                         | Trento                | Trentino-Alto Adige   |
| Telve di Sopra                | Trento                | Trentino-Alto Adige   |
| Tempio Pausania               | Sassari               | Sardegna              |
| Temù                          | Brescia               | Lombardia             |
| Tenna                         | Trento                | Trentino-Alto Adige   |
| Tenno                         | Trento                | Trentino-Alto Adige   |
| Teolo                         | Padova                | Veneto                |
| Teora                         | Avellino              | Campania              |
| Teramo                        | Teramo                | Abruzzo               |
| Terdobbiate                   | Novara                | Piemonte              |
| Terelle                       | Frosinone             | Lazio                 |
| Terento                       | Bolzano               | Trentino-Alto Adige   |
| Terenzo                       | Parma                 | Emilia-Romagna        |
| Tergu                         | Sassari               | Sardegna              |
| Terlano                       | Bolzano               | Trentino-Alto Adige   |
| Terlizzi                      | Bari                  | Puglia                |
| Terme Vigliatore              | Messina               | Sicilia               |
| Termeno sulla Strada del Vino | Bolzano               | Trentino-Alto Adige   |
| Termini Imerese               | Palermo               | Sicilia               |
| Termoli                       | Campobasso            | Molise                |
| Ternate                       | Varese                | Lombardia             |
| Ternengo                      | Biella                | Piemonte              |
| Terni                         | Terni                 | Umbria                |
| Terno d'Isola                 | Bergamo               | Lombardia             |
| Terracina                     | Latina                | Lazio                 |
| Terragnolo                    | Trento                | Trentino-Alto Adige   |
| Terralba                      | Oristano              | Sardegna              |
| Terranova da Sibari           | Cosenza               | Calabria              |
| Terranova dei Passerini       | Lodi                  | Lombardia             |
| Terranova di Pollino          | Potenza               | Basilicata            |
| Terranova Sappo Minulio       | Reggio Calabria       | Calabria              |
| Terranuova Bracciolini        | Arezzo                | Toscana               |
| Terrasini                     | Palermo               | Sicilia               |
| Terrassa Padovana             | Padova                | Veneto                |
| Terravecchia                  | Cosenza               | Calabria              |
| Terrazzo                      | Verona                | Veneto                |
| Terre d'Adige                 | Trento                | Trentino-Alto Adige   |
| Terre del Reno                | Ferrara               | Emilia-Romagna        |
| Terre Roveresche              | Pesaro e Urbino       | Marche                |
| Terricciola                   | Pisa                  | Toscana               |
| Terruggia                     | Alessandria           | Piemonte              |
| Tertenia                      | Nuoro                 | Sardegna              |
| Terzigno                      | Napoli                | Campania              |
| Terzo                         | Alessandria           | Piemonte              |
| Terzo di Aquileia             | Udine                 | Friuli-Venezia Giulia |
| Terzolas                      | Trento                | Trentino-Alto Adige   |
| Terzorio                      | Imperia               | Liguria               |
| Tesero                        | Trento                | Trentino-Alto Adige   |
| Tesimo                        | Bolzano               | Trentino-Alto Adige   |
| Tessennano                    | Viterbo               | Lazio                 |
| Testico                       | Savona                | Liguria               |
| Teti                          | Nuoro                 | Sardegna              |
| Teulada                       | Sud Sardegna          | Sardegna              |
| Teverola                      | Caserta               | Campania              |
| Tezze sul Brenta              | Vicenza               | Veneto                |
| Thiene                        | Vicenza               | Veneto                |
| Thiesi                        | Sassari               | Sardegna              |
| Tiana                         | Nuoro                 | Sardegna              |
| Ticengo                       | Cremona               | Lombardia             |
| Ticineto                      | Alessandria           | Piemonte              |
| Tiggiano                      | Lecce                 | Puglia                |
| Tiglieto                      | Genova                | Liguria               |
| Tigliole                      | Asti                  | Piemonte              |
| Tignale                       | Brescia               | Lombardia             |
| Tinnura                       | Oristano              | Sardegna              |
| Tione degli Abruzzi           | L'Aquila              | Abruzzo               |
| Tione di Trento               | Trento                | Trentino-Alto Adige   |
| Tirano                        | Sondrio               | Lombardia             |
| Tires                         | Bolzano               | Trentino-Alto Adige   |
| Tiriolo                       | Catanzaro             | Calabria              |
| Tirolo                        | Bolzano               | Trentino-Alto Adige   |
| Tissi                         | Sassari               | Sardegna              |
| Tito                          | Potenza               | Basilicata            |
| Tivoli                        | Roma                  | Lazio                 |
| Tizzano Val Parma             | Parma                 | Emilia-Romagna        |
| Toano                         | Reggio Emilia         | Emilia-Romagna        |
| Tocco Caudio                  | Benevento             | Campania              |
| Tocco da Casauria             | Pescara               | Abruzzo               |
| Toceno                        | Verbano-Cusio-Ossola  | Piemonte              |
| Todi                          | Perugia               | Umbria                |
| Toffia                        | Rieti                 | Lazio                 |
| Toirano                       | Savona                | Liguria               |
| Tolentino                     | Macerata              | Marche                |
| Tolfa                         | Roma                  | Lazio                 |
| Tollegno                      | Biella                | Piemonte              |
| Tollo                         | Chieti                | Abruzzo               |
| Tolmezzo                      | Udine                 | Friuli-Venezia Giulia |
| Tolve                         | Potenza               | Basilicata            |
| Tombolo                       | Padova                | Veneto                |
| Ton                           | Trento                | Trentino-Alto Adige   |
| Tonara                        | Nuoro                 | Sardegna              |
| Tonco                         | Asti                  | Piemonte              |
| Tonezza del Cimone            | Vicenza               | Veneto                |
| Tora e Piccilli               | Caserta               | Campania              |
| Torano Castello               | Cosenza               | Calabria              |
| Torano Nuovo                  | Teramo                | Abruzzo               |
| Torbole Casaglia              | Brescia               | Lombardia             |
| Torcegno                      | Trento                | Trentino-Alto Adige   |
| Torchiara                     | Salerno               | Campania              |
| Torchiarolo                   | Brindisi              | Puglia                |
| Torella dei Lombardi          | Avellino              | Campania              |
| Torella del Sannio            | Campobasso            | Molise                |
| Torgiano                      | Perugia               | Umbria                |
| Torgnon                       | Aosta                 | Valle d'Aosta         |
| Torino                        | Torino                | Piemonte              |
| Torino di Sangro              | Chieti                | Abruzzo               |
| Toritto                       | Bari                  | Puglia                |
| Torlino Vimercati             | Cremona               | Lombardia             |
| Tornaco                       | Novara                | Piemonte              |
| Tornareccio                   | Chieti                | Abruzzo               |
| Tornata                       | Cremona               | Lombardia             |
| Tornimparte                   | L'Aquila              | Abruzzo               |
| Torno                         | Como                  | Lombardia             |
| Tornolo                       | Parma                 | Emilia-Romagna        |
| Toro                          | Campobasso            | Molise                |
| Torpè                         | Nuoro                 | Sardegna              |
| Torraca                       | Salerno               | Campania              |
| Torralba                      | Sassari               | Sardegna              |
| Torrazza Coste                | Pavia                 | Lombardia             |
| Torrazza Piemonte             | Torino                | Piemonte              |
| Torrazzo                      | Biella                | Piemonte              |
| Torre Annunziata              | Napoli                | Campania              |
| Torre Beretti e Castellaro    | Pavia                 | Lombardia             |
| Torre Boldone                 | Bergamo               | Lombardia             |
| Torre Bormida                 | Cuneo                 | Piemonte              |
| Torre Cajetani                | Frosinone             | Lazio                 |
| Torre Canavese                | Torino                | Piemonte              |
| Torre d'Arese                 | Pavia                 | Lombardia             |
| Torre d'Isola                 | Pavia                 | Lombardia             |
| Torre de' Busi                | Bergamo               | Lombardia             |
| Torre de' Negri               | Pavia                 | Lombardia             |
| Torre de' Passeri             | Pescara               | Abruzzo               |
| Torre de' Picenardi           | Cremona               | Lombardia             |
| Torre de' Roveri              | Bergamo               | Lombardia             |
| Torre del Greco               | Napoli                | Campania              |
| Torre di Mosto                | Venezia               | Veneto                |
| Torre di Ruggiero             | Catanzaro             | Calabria              |
| Torre di Santa Maria          | Sondrio               | Lombardia             |
| Torre Le Nocelle              | Avellino              | Campania              |
| Torre Mondovì                 | Cuneo                 | Piemonte              |
| Torre Orsaia                  | Salerno               | Campania              |
| Torre Pallavicina             | Bergamo               | Lombardia             |
| Torre Pellice                 | Torino                | Piemonte              |
| Torre San Giorgio             | Cuneo                 | Piemonte              |
| Torre San Patrizio            | Fermo                 | Marche                |
| Torre Santa Susanna           | Brindisi              | Puglia                |
| Torreano                      | Udine                 | Friuli-Venezia Giulia |
| Torrebelvicino                | Vicenza               | Veneto                |
| Torrebruna                    | Chieti                | Abruzzo               |
| Torrecuso                     | Benevento             | Campania              |
| Torreglia                     | Padova                | Veneto                |
| Torregrotta                   | Messina               | Sicilia               |
| Torremaggiore                 | Foggia                | Puglia                |
| Torrenova                     | Messina               | Sicilia               |
| Torresina                     | Cuneo                 | Piemonte              |
| Torretta                      | Palermo               | Sicilia               |
| Torrevecchia Pia              | Pavia                 | Lombardia             |
| Torrevecchia Teatina          | Chieti                | Abruzzo               |
| Torri del Benaco              | Verona                | Veneto                |
| Torri di Quartesolo           | Vicenza               | Veneto                |
| Torri in Sabina               | Rieti                 | Lazio                 |
| Torrice                       | Frosinone             | Lazio                 |
| Torricella                    | Taranto               | Puglia                |
| Torricella del Pizzo          | Cremona               | Lombardia             |
| Torricella in Sabina          | Rieti                 | Lazio                 |
| Torricella Peligna            | Chieti                | Abruzzo               |
| Torricella Sicura             | Teramo                | Abruzzo               |
| Torricella Verzate            | Pavia                 | Lombardia             |
| Torriglia                     | Genova                | Liguria               |
| Torrile                       | Parma                 | Emilia-Romagna        |
| Torrioni                      | Avellino              | Campania              |
| Torrita di Siena              | Siena                 | Toscana               |
| Torrita Tiberina              | Roma                  | Lazio                 |
| Tortolì                       | Nuoro                 | Sardegna              |
| Tortona                       | Alessandria           | Piemonte              |
| Tortora                       | Cosenza               | Calabria              |
| Tortorella                    | Salerno               | Campania              |
| Tortoreto                     | Teramo                | Abruzzo               |
| Tortorici                     | Messina               | Sicilia               |
| Torviscosa                    | Udine                 | Friuli-Venezia Giulia |
| Toscolano Maderno             | Brescia               | Lombardia             |
| Tossicia                      | Teramo                | Abruzzo               |
| Tovo di Sant'Agata            | Sondrio               | Lombardia             |
| Tovo San Giacomo              | Savona                | Liguria               |
| Trabia                        | Palermo               | Sicilia               |
| Tradate                       | Varese                | Lombardia             |
| Tramatza                      | Oristano              | Sardegna              |
| Trambileno                    | Trento                | Trentino-Alto Adige   |
| Tramonti                      | Salerno               | Campania              |
| Tramonti di Sopra             | Pordenone             | Friuli-Venezia Giulia |
| Tramonti di Sotto             | Pordenone             | Friuli-Venezia Giulia |
| Tramutola                     | Potenza               | Basilicata            |
| Trana                         | Torino                | Piemonte              |
| Trani                         | Barletta-Andria-Trani | Puglia                |
| Traona                        | Sondrio               | Lombardia             |
| Trapani                       | Trapani               | Sicilia               |
| Trappeto                      | Palermo               | Sicilia               |
| Trarego Viggiona              | Verbano-Cusio-Ossola  | Piemonte              |
| Trasacco                      | L'Aquila              | Abruzzo               |
| Trasaghis                     | Udine                 | Friuli-Venezia Giulia |
| Trasquera                     | Verbano-Cusio-Ossola  | Piemonte              |
| Tratalias                     | Sud Sardegna          | Sardegna              |
| Travacò Siccomario            | Pavia                 | Lombardia             |
| Travagliato                   | Brescia               | Lombardia             |
| Travedona Monate              | Varese                | Lombardia             |
| Traversella                   | Torino                | Piemonte              |
| Traversetolo                  | Parma                 | Emilia-Romagna        |
| Traves                        | Torino                | Piemonte              |
| Travesio                      | Pordenone             | Friuli-Venezia Giulia |
| Travo                         | Piacenza              | Emilia-Romagna        |
| Tre Ville                     | Trento                | Trentino-Alto Adige   |
| Trebaseleghe                  | Padova                | Veneto                |
| Trebisacce                    | Cosenza               | Calabria              |
| Trecase                       | Napoli                | Campania              |
| Trecastagni                   | Catania               | Sicilia               |
| Trecastelli                   | Ancona                | Marche                |
| Trecate                       | Novara                | Piemonte              |
| Trecchina                     | Potenza               | Basilicata            |
| Trecenta                      | Rovigo                | Veneto                |
| Tredozio                      | Forlì-Cesena          | Emilia-Romagna        |
| Treglio                       | Chieti                | Abruzzo               |
| Tregnago                      | Verona                | Veneto                |
| Treia                         | Macerata              | Marche                |
| Treiso                        | Cuneo                 | Piemonte              |
| Tremestieri Etneo             | Catania               | Sicilia               |
| Tremezzina                    | Como                  | Lombardia             |
| Tremosine sul Garda           | Brescia               | Lombardia             |
| Trentinara                    | Salerno               | Campania              |
| Trento                        | Trento                | Trentino-Alto Adige   |
| Trentola Ducenta              | Caserta               | Campania              |
| Trenzano                      | Brescia               | Lombardia             |
| Treppo Ligosullo              | Udine                 | Friuli-Venezia Giulia |
| Treppo Grande                 | Udine                 | Friuli-Venezia Giulia |
| Trepuzzi                      | Lecce                 | Puglia                |
| Trequanda                     | Siena                 | Toscana               |
| Tresana                       | Massa-Carrara         | Toscana               |
| Trescore Balneario            | Bergamo               | Lombardia             |
| Trescore Cremasco             | Cremona               | Lombardia             |
| Tresignana                    | Ferrara               | Emilia-Romagna        |
| Tresivio                      | Sondrio               | Lombardia             |
| Tresnuraghes                  | Oristano              | Sardegna              |
| Trevenzuolo                   | Verona                | Veneto                |
| Trevi                         | Perugia               | Umbria                |
| Trevi nel Lazio               | Frosinone             | Lazio                 |
| Trevico                       | Avellino              | Campania              |
| Treviglio                     | Bergamo               | Lombardia             |
| Trevignano                    | Treviso               | Veneto                |
| Trevignano Romano             | Roma                  | Lazio                 |
| Treville                      | Alessandria           | Piemonte              |
| Treviolo                      | Bergamo               | Lombardia             |
| Treviso                       | Treviso               | Veneto                |
| Treviso Bresciano             | Brescia               | Lombardia             |
| Trezzano Rosa                 | Milano                | Lombardia             |
| Trezzano sul Naviglio         | Milano                | Lombardia             |
| Trezzo sull'Adda              | Milano                | Lombardia             |
| Trezzo Tinella                | Cuneo                 | Piemonte              |
| Trezzone                      | Como                  | Lombardia             |
| Tribano                       | Padova                | Veneto                |
| Tribiano                      | Milano                | Lombardia             |
| Tribogna                      | Genova                | Liguria               |
| Tricarico                     | Matera                | Basilicata            |
| Tricase                       | Lecce                 | Puglia                |
| Tricerro                      | Vercelli              | Piemonte              |
| Tricesimo                     | Udine                 | Friuli-Venezia Giulia |
| Triei                         | Nuoro                 | Sardegna              |
| Trieste                       | Trieste               | Friuli-Venezia Giulia |
| Triggiano                     | Bari                  | Puglia                |
| Trigolo                       | Cremona               | Lombardia             |
| Trinità                       | Cuneo                 | Piemonte              |
| Trinità d'Agultu e Vignola    | Sassari               | Sardegna              |
| Trinitapoli                   | Barletta-Andria-Trani | Puglia                |
| Trino                         | Vercelli              | Piemonte              |
| Triora                        | Imperia               | Liguria               |
| Tripi-Abakainon               | Messina               | Sicilia               |
| Trisobbio                     | Alessandria           | Piemonte              |
| Trissino                      | Vicenza               | Veneto                |
| Triuggio                      | Monza e della Brianza | Lombardia             |
| Trivento                      | Campobasso            | Molise                |
| Trivigliano                   | Frosinone             | Lazio                 |
| Trivignano Udinese            | Udine                 | Friuli-Venezia Giulia |
| Trivigno                      | Potenza               | Basilicata            |
| Trivolzio                     | Pavia                 | Lombardia             |
| Trodena nel parco naturale    | Bolzano               | Trentino-Alto Adige   |
| Trofarello                    | Torino                | Piemonte              |
| Troia                         | Foggia                | Puglia                |
| Troina                        | Enna                  | Sicilia               |
| Tromello                      | Pavia                 | Lombardia             |
| Trontano                      | Verbano-Cusio-Ossola  | Piemonte              |
| Tronzano Lago Maggiore        | Varese                | Lombardia             |
| Tronzano Vercellese           | Vercelli              | Piemonte              |
| Tropea                        | Vibo Valentia         | Calabria              |
| Trovo                         | Pavia                 | Lombardia             |
| Truccazzano                   | Milano                | Lombardia             |
| Tubre                         | Bolzano               | Trentino-Alto Adige   |
| Tufara                        | Campobasso            | Molise                |
| Tufillo                       | Chieti                | Abruzzo               |
| Tufino                        | Napoli                | Campania              |
| Tufo                          | Avellino              | Campania              |
| Tuglie                        | Lecce                 | Puglia                |
| Tuili                         | Sud Sardegna          | Sardegna              |
| Tula                          | Sassari               | Sardegna              |
| Tuoro sul Trasimeno           | Perugia               | Umbria                |
| Turania                       | Rieti                 | Lazio                 |
| Turano Lodigiano              | Lodi                  | Lombardia             |
| Turate                        | Como                  | Lombardia             |
| Turbigo                       | Milano                | Lombardia             |
| Turi                          | Bari                  | Puglia                |
| Turri                         | Sud Sardegna          | Sardegna              |
| Turriaco                      | Gorizia               | Friuli-Venezia Giulia |
| Turrivalignani                | Pescara               | Abruzzo               |
| Tursi                         | Matera                | Basilicata            |
| Tusa                          | Messina               | Sicilia               |
| Tuscania                      | Viterbo               | Lazio                 |